# Toro de Las Delicias
El Toro de las Delicias es una escultura urbana, erigida en el extremo norte de la Avenida Las Delicias, en la ciudad venezolana de Maracay. La estatua de bronce es de tamaño natural y tiene en su base la leyenda siguiente: «El Cacique de los Llanos». Durante sus casi 100 años, la estatua ha estado en la misma ubicación, al norte de la ciudad, actualmente en una redoma frente al Parque Zoológico Las Delicias. Toda la zona donde está ubicada la estatua era originalmente una hacienda propiedad de la familia de Juan Vicente Gómez, donde aparte de tener su residencia, también era productiva en el ramo agropecuario y donde el dictador coleccionaba animales exóticos de su zoológico particular. El acceso al monumento taurino solo se obtiene por el sur de la avenida Las Delicias.
La escultura es diseño de Isidore Bonheur, fundida en Alemania y obsequiada al entonces presidente de Venezuela Juan Vicente Gómez. Desde su llegada a Maracay, el monumento se convirtió en uno de los íconos más emblemáticos de la ciudad, símbolo del antiguo emporio pecuario del estado Aragua. Además, la ciudad y sus ilustres políticos de la época eran muy aficionados a las corridas de toros, añadiendo al toque místico del monumento. Varias empresas, incluyendo El Lactuario de Maracay, fundada en la época que el Toro llegó a la ciudad, y el antiguo Banco Obrero, llevan como símbolo una caricatura de la estatua. 

## Historia

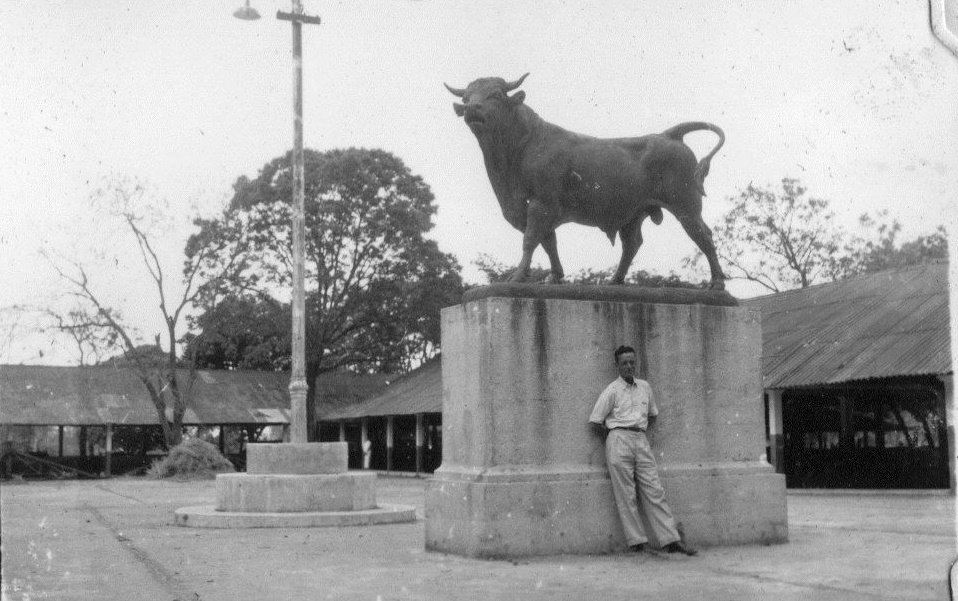
Monumento en su base original rodeado de los establos de la hacienda de Gómez al norte de la Avenida Las Delicias, 1945.

La zona norte de la ciudad de Maracay fue, a comienzos del siglo XX, zona ganadera y de explotación lechera intensiva. Durante los años que el entonces presidente de Venezuela Juan Vicente Gómez vivó en Maracay, se importaron razas especializadas de Europa con la intención de mejorar los rendimientos de la primitiva industria ganadera del país. La agroindustria se convirtió entonces en parte importante de la riqueza de los valles aragüeños, desde el mismo comienzo de la vida republicana. Sin embargo, la sobrevivencia de estas especies importadas se veía limitada por la dureza del trópico ambiente de Maracay. 
Con la intención de mejorar la supervivencia de los animales ante las adversidades del clima, las enfermedades infecciosas y parasitarias—incluyendo la epidemia de fiebre aftosa del ganado que invadió a Venezuela—y las venenosas serpientes de cascabel, se construyeron potreros y corrales, se mejoraron los abrevaderos, añadiendo sombra con bucares, jobos y samanes y estrecharon la vigilancia por parte de campesinos más astutos y conocedores de los ganados extranjeros. Se contrataron además expertos en sanidad animal que conllevó al nacimiento de las Ciencias Veterinarias en 1950 en Caracas y que en 1954 fue trasladada a la Avenida Las Delicias. El instituto era dirigido por el Ministerio de Agricultura y Cría venezolano con centro en la agroindustria gomezista y cuya sede permanece en la Universidad Central de Venezuela en Maracay.
En la misma época del nacimiento de la moderna industria pecuaria, se asentó en Maracay el Circo de Calicanto, una plaza de toros que contribuyó a la euforia vacuna del momento. Desde Francia, Marcos Santana, nieto del Presidente Gómez, a manera de desagravio por la fiebre taurina y conveniente gesto de simpatía en medio de las muchas especies fallecidas, envió de regalo el toro de bronce, acompañado de una pequeña esquela: "General, éste no se le muere".
En sus primeros años en la ciudad, el monumento se conocía con el exótico "toro de Benlliure", dado que inicialmente la escultura fue atribuida a Mariano Benlliure. Se encontró finalmente la firma del verdadero autor, el destacado escultor francés Isidore Bonheur. El toro de bronce es imagen de tamaño natural de un toro joven de la raza Jersey, similar a muchos otros traídas al país durante ese periodo.

## Características

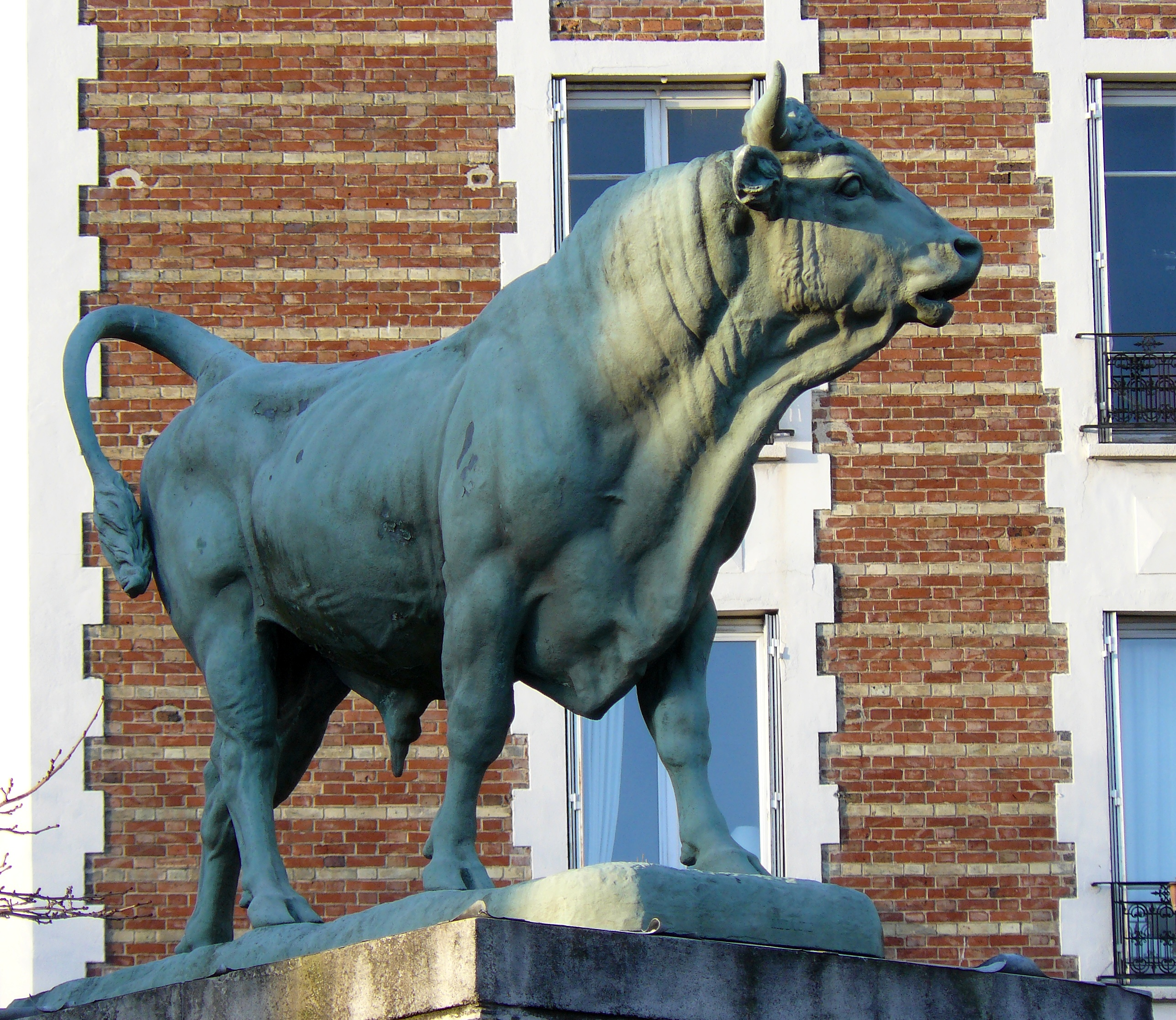
Una de dos réplica tituladas Les Taureaux, de Isidore Bonheur, ubicadas en el Parque Georges Brassens de París.

El Toro de las Delicias es una estatua de bronce, una de varias réplicas en el mundo del escultor Isidore Bonheur, hermano de la destacada pintora francesa Rosa Bonheur, cuya especialidad de ambos fue la representación de animales. Fue fundada en la fundidora Val d'Osne (André Barbezat and H. Fourment). En vista de que el escultor había ya fallecido para cuando fue pedida la réplica, es posible que su hermana o uno de sus tíos haya sido quien dirigiera la obra destinada para Venezuela. 
El toro mide 195 cm de altura por 285 cm de largo y 105 cm de ancho. La cola y la cabeza de la estatua varían de una réplica a la otra. En la versión de Maracay, la cola dobla en dirección opuesta a la mirada de la cabeza. El hocico del toro está boquiabierto, la papada es amplia y los cuernos de pequeño calibre. La estatua permaneció por varias décadas sobre un pedestal de concreto de dos metros de altura. Fue colocada luego sobre una base de menor altura, de mármol, durante la remodelación de la redoma del extremo norte de Las Delicias a mediados del siglo XI. A pesar del gran auge de las corridas de toros en Maracay durante el periodo que la estatua llegó a Venezuela, el Toro de Las Delicias tiene un tema agrícola sin sugerencias de alguna influencia de la tauromaquia.

### Réplicas
El Toro de las Delicias o Cacique de los Llanos, es réplica fidedigna de uno de los dos toros en la entrada del Parque Georges Brassens en el XV Distrito de París. Otra réplica se encuentra en el parque estatal Colt en Bristol (Rhode Island) y fue hecha para el militar y político norteamericano Samuel P. Colt en honor a dos de sus toros favoritos. Solo uno de los dos toros en el susodicho parque estadounidense es copia exacta del Toro de Las Delicias. Una tercera réplica gemela de la estatua fue hecha e instalada en la ciudad de Piriápolis, Uruguay. Otras esculturas del mismo toro, con variaciones menores, se encuentran en el parque de la ciudad de Mariemont (específicamente en la sección Morlanwelz-Mariemont) en Bélgica, cuya mirada difiere en que está en dirección hacia arriba. Otra réplica estuvo varios años en los terrenos del Palacio del Trocadero por motivo de la Exposición Universal de París (1878), denominada Le taureau de Cain (El Toro de Caín), cuyos cuernos son varios centímetros más largos y una papada menos prominente que las primeras réplicas. Otra variante del Toro de Bonheur se ubicó en la avenida Reforma de la Ciudad de Guatemala con la cabeza del toro viendo hacia abajo en actitud ofensiva. Existen varios modelos comerciales a escala de la estatua original de Maracay, conocidos como Les Taureaux, por I. Bonheur.

## Leyendas
Varias leyendas circularon alrededor del Toro de las Delicias, probablemente por razón del místico guardaespaldas del Presidente Gómez, el conocido militar de Colombia Eloy Tarazona, apodado El Indio. Después de instalar el Toro de las Delicias al frente del Parque Zoológico Las Delicias, uno de los rumores más vívidos fue el que la base de la estatua fue usada para depositar el tesoro de Gómez. Dicho tesoro perdido fue ampliamente buscado por cazafortunas en los campos del vecino zoológico y al pie de varios cerros preferidos del fallecido presidente. Llamado también «Tesoro de Tarazona», por suponerse que el leal guardaespaldas colombiano, haya sido el que enterró las morocotas de Gómez antes de ser deportado a Colombia tras la muerte del presidente. En su momento era tradición de acercarse al toro de bronce, alzar a su compañero hasta tocar el costado de la estatua con el puño para especular, basado en el sonido de los golpes, lo llenó que estaríapara entonces de monedas de oro.

## Ubicación

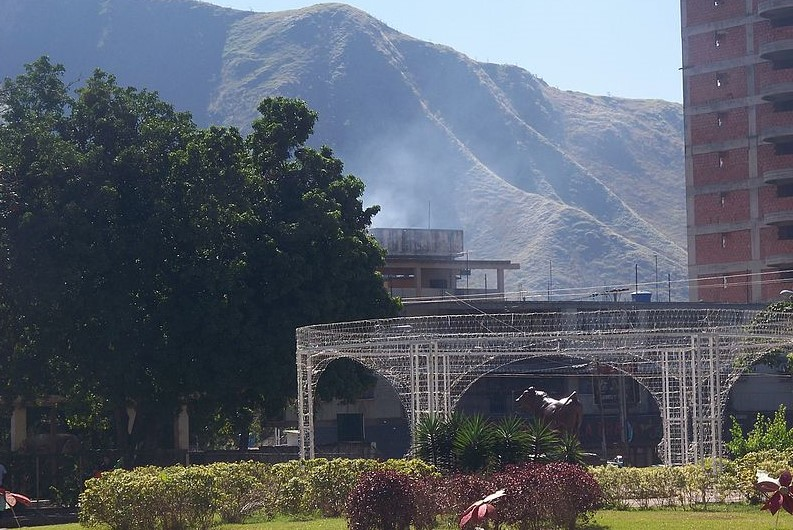
Imagen de la estatua en 2010, rodeado por vegetación del zoológico a la izquierda, la redoma de la Avenida Las Delicias y construcciones urbanas del Barrio Sucre.

Juan Vicente Gómez vino a Maracay por primera vez en 1899 y después de asegurar el poder como presidente en el Golpe de Estado de 1908 en Venezuela, mudó su residencia y oficinas a los valles de Aragua. Gómez permaneció en Maracay hasta su muerte en 1935. Su lugar favorito en la ciudad era la zona norte, en las faldas del parque nacional Henri Pittier, donde construyó un zoológico y amplio las haciendas ganaderas. La recién llegada estatua del Toro de Bonheur fue instalada en la entrada a su hacienda, en el centro de los principales establos propiedad del General, zona actualmente conocida como El Toro.
Desde el sur, solo se obtiene acceso al monumento por la Avenida Las Delicias en dirección del Zoológico. Solo la ruta de buses de El Castaño llegan al Toro, siendo la parada del Zoológico la que está a la altura de la estatua. El Toro se encuentra en una redoma vial que permite el retorno a la ciudad. En la cera este de Las Delicias, frente al Toro, se encuentra el Zoológico de Maracay, incluyendo varias propiedades renovadas del antiguo dictador Juan Vicente Gómez.